# Raymond Leo Burke

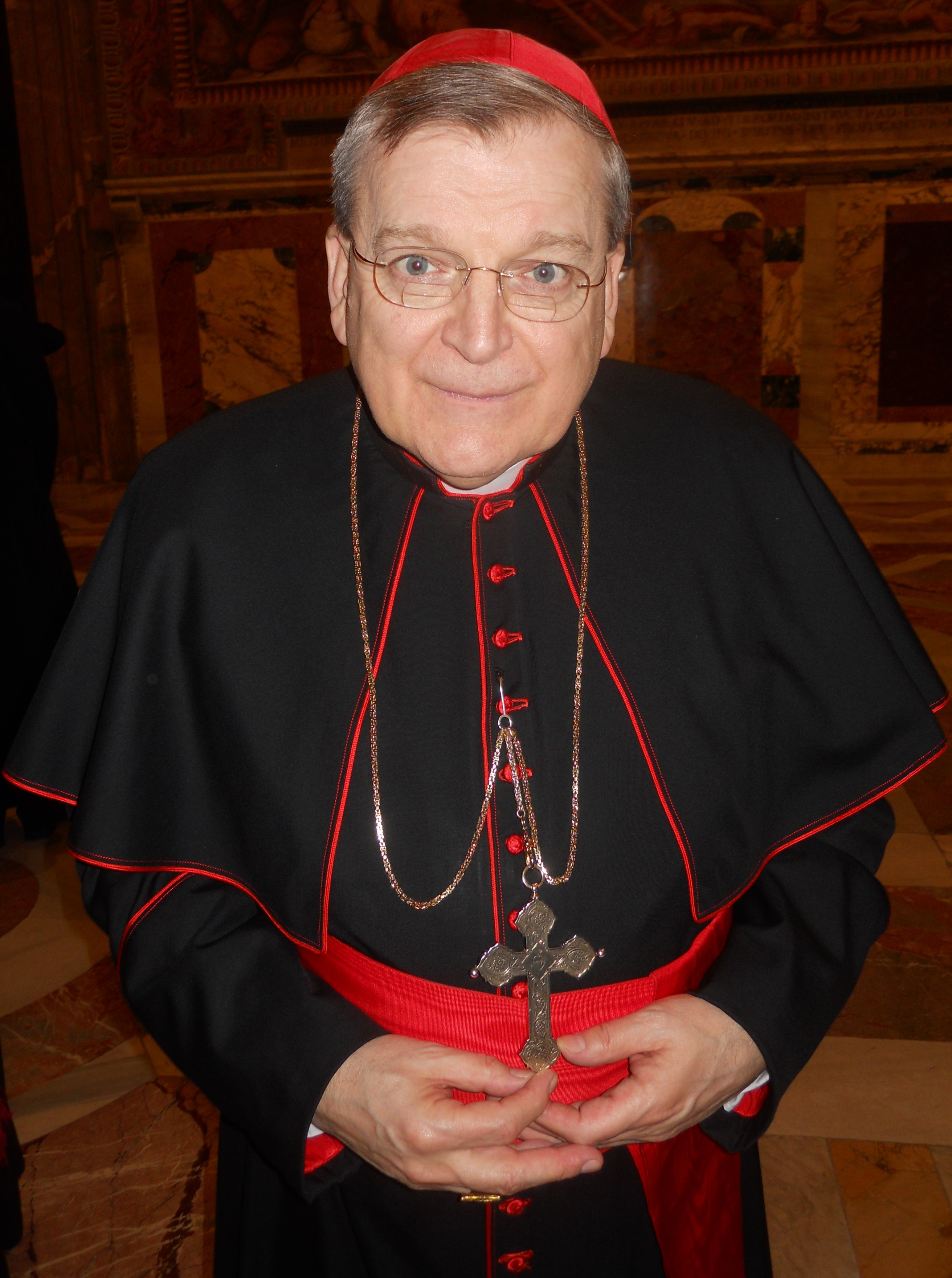
Raymond Leo Kardinal Burke (2014)

Wappen als Kurienkardinal aus dem 20. Psalm [tribuat tibi] secundum cor tuum („[Er schenke dir], was dein Herz begehrt“)

Raymond Leo Kardinal Burke (* 30. Juni 1948 in Richland Center, Wisconsin) ist ein US-amerikanischer emeritierter Erzbischof und Kurienkardinal der römisch-katholischen Kirche. Er war von 2014 bis 2023 Kardinalpatron des Malteserordens und zuvor Kardinalpräfekt der Apostolischen Signatur, von 2003 bis 2008 Erzbischof von St. Louis und davor ab 1994 Bischof von La Crosse.

## Leben
Raymond Leo Burke wurde als jüngstes der sechs Kinder von Thomas Burke und seiner Frau Marie geboren. Der Vater verstarb 1956, als Raymond Leo Burke acht Jahre alt war. Später siedelte die Familie nach Stratford in Wisconsin um. Von 1962 bis 1968 besuchte Burke das Holy Cross Seminary in La Crosse, Wisconsin. Von 1968 bis 1971 studierte er Katholische Theologie und Philosophie an der Katholischen Universität von Amerika in Washington, D.C. und von 1971 bis 1975 an der Päpstlichen Universität Gregoriana in Rom.
Am 29. Juni 1975 empfing Burke durch Papst Paul VI. im Petersdom das Sakrament der Priesterweihe. Von 1975 bis 1980 war er in seinem Heimatbistum La Crosse außerordentlicher Rektor an der dem hl. Josef, dem Arbeiter, geweihten Kathedrale in La Crosse, Wisconsin. Zudem erteilte er darüber hinaus Religionsunterricht an der Aquinas High School. Von 1980 bis 1984 absolvierte Burke ein Doktoratsstudium zum Dr. iur. can. in Kanonischem Recht an der Gregoriana in Rom. Anschließend war er in der Diözesanverwaltung des Bistums La Crosse tätig und wurde dort zum Moderator curiae sowie zum Vizekanzler ernannt.
1989 wurde er der erste aus den Vereinigten Staaten stammende Ehebandverteidiger am Obersten Gerichtshof der Apostolischen Signatur in Rom. Von 1985 bis 1994 hatte er eine ständige Gastprofessur für Kanonisches Recht an der Gregoriana inne. 1993 wurde er von Papst Johannes Paul II. zum Ehrenprälaten ernannt.

### Bischof von La Crosse
Am 10. Dezember 1994 ernannte ihn Papst Johannes Paul II. zum Bischof von La Crosse und spendete ihm am 6. Januar 1995 im Petersdom die Bischofsweihe; Mitkonsekratoren waren die Kurienerzbischöfe und späteren Kurienkardinäle Giovanni Battista Re und Jorge María Mejía. Die offizielle Amtseinführung mit Inthronisation in der Kathedrale von La Crosse fand am 22. Februar desselben Jahres statt.
Während seiner Amtszeit in La Crosse ließ Burke Unserer Lieben Frau von Guadalupe, der Schutzpatronin von Mexiko, einen Schrein errichten.

### Erzbischof von Saint Louis
Am 2. Dezember 2003 berief ihn Johannes Paul II. zum Erzbischof von St. Louis, wo Burke am 26. Januar 2004 offiziell in sein Amt eingeführt wurde. Erzbischof Burke richtete Messfeiern in der außerordentlichen Form des römischen Ritus ein. Er lud das Institut Christus König und Hohepriester ein, in der Diözese eine Niederlassung zu errichten. In seiner Zeit als Erzbischof von St. Louis war er geistlicher Leiter des Zusammenschlusses der geweihten Jungfrauen in den Vereinigten Staaten. Burke wurde von Papst Benedikt am 8. Juli 2006 zum Mitglied der Apostolischen Signatur und am 6. Mai 2008 in den Päpstlichen Rat für die Gesetzestexte und die Kongregation für den Klerus berufen.

### Präfekt der Apostolischen Signatur und Kardinal
Am 27. Juni 2008 ernannte ihn Papst Benedikt XVI. zum Präfekten der Apostolischen Signatur und somit zum Präsidenten des Obersten Gerichtshofs des Vatikanstaates. Damit war er der erste Nicht-Europäer, der einem Tribunal der Kurie vorstand, und der zehnte US-Amerikaner, der in der römischen Kurie diente. Im feierlichen Konsistorium vom 20. November 2010 nahm ihn Benedikt XVI. als Kardinaldiakon mit der Titeldiakonie Sant’Agata dei Goti in das Kardinalskollegium auf. Kardinal Burke ist seit Juni 2011 Mitglied des Souveränen Malteserordens.
Am 16. Dezember 2013 wurde Burke von Papst Franziskus in der Kongregation für die Bischöfe abgelöst, der er seit 2011 angehört hatte. Am 19. Dezember 2013 wurde Burke aus der Kongregation für die Selig- und Heiligsprechungsprozesse abberufen.
Am 10. November 2014 wurde im täglichen Bulletin des Presseamts des Heiligen Stuhls in zwei aufeinanderfolgenden Meldungen bekannt gemacht, dass Papst Franziskus Raymond Leo Kardinal Burke am 8. November 2014 zum Kardinalpatron des Malteserordens ernannt und Erzbischof Dominique Mamberti zum neuen Präfekten der Apostolischen Signatur bestellt habe. Das Kölner Domradio bewertete den Vorgang als Absetzung und führte diese auf Konflikte mit dem Papst zurück, dessen mangelnde Führung Burke scharf kritisiert habe.
Im Oktober 2016 wurde Kardinal Burke zum Vorsitzenden eines vierköpfigen Tribunals der Glaubenskongregation ernannt, das Missbrauchsvorwürfen innerhalb der katholischen Kirche nachgehen und solche Fälle erstinstanzlich verhandeln soll.
Im Dezember 2016 kam es zu einem Streit der Malteser-Ordensleitung mit dem Vatikan über eine vom Papst eingesetzte Untersuchungskommission über die Umstände der vom Ordens-Großmeister Matthew Festing befohlenen Amtsenthebung des Deutschen Albrecht von Boeselager als Großkanzler des Ordens. Nach Medienberichten hatten Festing und der Kardinalpatron Burke zuvor Boeselagers Rücktritt gefordert, den dieser ablehnte, woraufhin ihn Festing für abgesetzt und vorläufig aus dem Malteserorden ausgeschlossen erklärte; der Grund sei die Verteilung von Kondomen durch Malteser in Myanmar gewesen. Die Weigerung Festings, mit der Kommission zusammenzuarbeiten, führte im Januar 2017 nach einer Audienz beim Papst zu Festings Rücktritt und zur Rehabilitierung Boeselagers. In der Presse wurde Burke daraufhin als „Strippenzieher“ in einem „Machtkampf“ geschildert.
Am 30. September 2017 ernannte ihn Papst Franziskus erneut zum Mitglied der Apostolischen Signatur. Am 3. Mai 2021 wurde er von Papst Franziskus unter Beibehaltung seiner Titeldiakonie als Titelkirche pro hac vice zum Kardinalpriester ernannt.
Burke sprach sich 2020 gegen Gottesdienstverbote zur Eindämmung der COVID-19-Pandemie aus und nahm im Mai 2021 am Marsch für das Leben in Rom teil. Im August 2021 musste Burke wegen einer schweren COVID-19-Erkrankung intensivmedizinisch behandelt und an ein Beatmungsgerät angeschlossen werden. Am 3. September 2021 konnte er für die weitere Rekonvaleszenz aus dem Krankenhaus entlassen werden.
Am 19. Juni 2023 wurde Burke als Kardinalpatron des Malteserordens durch Gianfranco Kardinal Ghirlanda SJ abgelöst.
Im Juli 2023 meldete Burke gemeinsam mit vier weiteren Kardinälen Zweifel (Dubia) an päpstlichen Entscheidungen und an der Beteiligung von Laien an der Weltsynode. Als die vom Papst genehmigte Antwort der vatikanischen Glaubensbehörde Burke und seinen Mitstreitern zu schwammig erschienen, schickten sie einen schärferen Fragenkatalog hinterher und veröffentlichten diesen.
Am 29. November 2023 wurde bekannt, dass die Kurie ihn gemaßregelt habe und seine Dienstwohnung in Rom und das Gehalt als Kardinal streiche. Als Grund wurde angeführt, dass er die Einheit der Kirche durch Worte und Taten beschädige und sein Gehorsamsversprechen als Kardinal gegenüber dem Papst gebrochen habe.

## Theologische Positionen
Bei der Vorstellung seines Buches Divino Amore incarnato in der Päpstlichen Lateran-Universität kritisierte Burke im Oktober 2015 eine „Banalisierung der Eucharistiefeier“ im Zuge der Liturgiereform nach dem Zweiten Vatikanischen Konzil. Die Liturgiereform habe bei den Gläubigen einen Niedergang des Glaubens an die Realpräsenz Christi im Sakrament der Eucharistie mit sich gebracht, zugleich sei die Zahl der Gottesdienstbesucher seither stetig zurückgegangen.
Burke kritisiert die von Papst Franziskus initiierte Weltsynode. In einem EWTN-Interview sagte Burke, er hoffe, dass diese nie zustande kommen werde. Zum einen wüssten viele Teilnehmer nicht, was mit Synodalität gemeint sei. Ein Kennzeichen der katholischen Kirche sei sie nicht. Die Unklarheit habe dazu geführt, dass  Bischöfe mit der Synode eine „heterodoxe Agenda“ vorangetrieben hätten, die nicht mit dem überlieferten Glauben der Kirche übereinstimme. Dies treffe vor allem auf die deutschen Bischöfe und den Synodalpräsidenten Jean-Claude Hollerich zu.

## Ämter, Mitgliedschaften

### Römische Kurie
- Sektion für die Beziehungen mit den Staaten im Staatssekretariat des Heiligen Stuhls (seit 2011)[32]
- Kongregation für den Gottesdienst und die Sakramentenordnung (2010–2016)[33][34]
- Mitglied der Bischofskongregation (2009–2013)
- Mitglied der Kongregation für die Selig- und Heiligsprechungsprozesse (bis 2013)[35]

### Wissenschaftliche Gesellschaften
- Canon Law Society of America (seit 1984)
- Canon Law Society of Great Britain and Ireland
- Canadian Canon Law Society
- Canon Law Society of Australia and New Zealand
- Fellowship of Catholic Scholars

Burke ist Präsident des Beirats des Dignitatis Humanae Institute.

## Ehrungen und Auszeichnungen
- Großoffizier des Ritterordens vom Heiligen Grab zu Jerusalem (1997)
- Role of Law Award of the Canon Law Society of America (2000)
- Ehrendoktorwürde der Ave Maria University (2005)
- Ehrendoktorwürde des Christendom College (2007)
- Großkreuzritter des Ritterordens vom Heiligen Grab zu Jerusalem (2010)